# بکرزایی

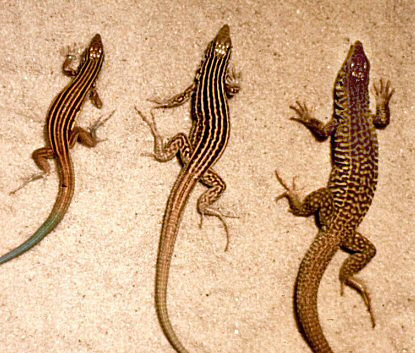
سوسمارهای ماده (مرکز) با بکرزایی نرها (چپ و راست از دو گونه گوناگون) را به دنیا می‌آورند.

بکرزایی (به انگلیسی: Parthenogenesis) نوعی تولید جنسی است که در آن از تخمک لقاح‌نیافته، یک موجود زنده کامل به وجود می‌آید. این پدیده در تعداد زیادی از بی‌مهرگان و مهره‌داران شامل گونه‌هایی نظیر کرم‌های لوله‌ای، شکم‌پایان، سخت‌پوستان، حشرات به خصوص زنبور عسل و زنبور بی‌عسل، ماهی‌ها، دوزیستان و خزندگان نظیر بعضی مارها دیده می‌شود.
در برخی گونه‌ها بکرزایی به ندرت و در شرایط خاصی صورت می‌گیرد که در این گونه‌ها معمولاً بکرزایی و تولید مثل جنسی به‌طور متناوب انجام می‌شود یعنی چندین نسل از طریق بکرزایی تولید مثل کرده و در برخی شرایط دوباره از طریق جنسی، تولید مثل صورت می‌گیرد. در حقیقت بکرزایی در برخی گونه‌ها به عنوان نوعی سازگاری برای بقا در شرایط فشارهای محیطی و کاهش شدید تعداد افراد جمعیت رخ می‌دهد.
در بکرزایی، سلول تخمک ماده می‌تواند بدون لقاح توسط سلول اسپرم نر به جنین تبدیل شود. در واقع در این روش، سلول پیش‌گام به چهار سلول تقسیم می‌شود، یکی به سلول تخمک تبدیل شده و ساختارهای سلولی کلیدی و سیتوپلاسم ژل‌مانند را حفظ می‌کند، در حالی که سه سلول دیگر مواد ژنتیکی اضافی را حمل می‌کنند. سپس یکی از آن سلول‌ها در نقش یک سلول اسپرم عمل کرده و با تخمک ترکیب می‌شود تا آن را بارور کند.

## انواع بکرزایی

### بکرزایی منظم
بکرزایی منظم (به انگلیسی: Regular یا Physiologic یا Normal) نوعی بکرزایی است که در آن برخی گونه‌ها با تخمک‌های لقاح‌نیافته به‌طور معمول از طریق بکرزایی نسل بعد را به وجود می‌آورند.

### بکرزایی اختیاری
در بکرزایی اختیاری (به انگلیسی: Facultative)، تخمک‌ها چه بارور شوند و چه نشوند توانایی ایجاد فرد جدید را دارند اما در اثر بکرزایی فقط یک جنس به وجود می‌آید. در چندین گونه از حشرات، بکرزایی از نوع اختیاری است و تخمک‌های بارور نشده تنها یک جنس را به وجود می‌آورند و جنس دیگر از تخم‌های لقاح‌یافته به وجود می‌آید. به عنوان مثال در زنبور عسل اروپایی همیشه جنس نر از طریق بکرزایی و جنس ماده از طریق لقاح جنسی به وجود می‌آید و تنها بر اساس میزان تغذیه، لارو به ملکه (بالغ از نظر جنسی) و کارگر (نابالغ از نظر جنسی) تبدیل می‌گردد. اگر ذخیره اسپرمی ملکه فرسوده باشد یا اینکه ملکه جفت‌گیری انجام نداده باشد، در آن صورت، ملکه قادر به گذاشتن تخمک بارور نخواهد بود و تمامی فرزندان در جمعیت نر خواهد بود یا در صورت نبود ملکه در آن جمعیت، ماده‌های کارگرها اقدام به تخم‌گذاری خواهند کرد و باز جمعیت نر خواهد بود. موقعیت مشابهی در حشره ساس سپری دیده می‌شود و از تخمک‌های لقاح‌نیافته ماده‌ها به وجود می‌آیند و در شپشک یا شته، تخم‌های لقاح‌نیافته هم به جنس نر و هم به جنس ماده می‌توانند تبدیل شوند.

### بکرزایی چرخه‌ای
بکرزایی دگرزا یا چرخه‌ای (به انگلیسی: cyclic یا heterogeny) شکلی از زندگی می‌باشد که در آن بکرزایی و تولید مثل جنسی به تناوب صورت می‌گیرد. در کرم‌های روتیفر و کک آبی تخمک‌ها در صورت بارور شدن در طی زمستان به صورت غیرفعال باقی می‌مانند چنین تخمک‌هایی زرده بیشتر و اندازه بزرگتری نسبت به سایر تخمک‌ها و رشد و نمو آهسته تری دارند در مقابل تخمک‌هایی که در تابستان به تعداد زیاد تشکیل می‌شوند اندازه کوچک و رشد نمو سریع تری داشته و از طریق بکرزایی نسل بعد را به وجود می‌آورند.

### بکرزایی هاپلوئیدی
بکرزایی را می‌توان بر اساس تعداد کروموزم‌های سلول‌های حاصل نیز تقسیم کرد. در بکرزایی هاپلوئیدی (به انگلیسی: Haploid Parthenogenesis)، زاده‌ها از تخمک‌های هاپلوئیدی به وجود می‌آیند نظیر زنبورهای نر که هاپلوئید می‌باشند اما کارگران و ملکه دیپلوئید می‌باشند. بکرزایی هاپلوئید همچنین در تعدادی از گیاهان گلدار نظیر سیب خاردار، تنباکو، برنج، ذرت و گندم دیده می‌شود.

### بکرزایی دیپلوئیدی
بکرزایی دیپلوئیدی (به انگلیسی: Diploid Parthenogenesis) به چندین روش به وجود می‌آید. اول اینکه ممکن است هسته تخمک‌های هاپلوئیدی با همدیگر یا با هسته جسم قطبی ثانویه می‌توانند ترکیب شوند یا در صورت عدم انجام کامل میوز، تخمک‌های دیپلوئید به وجود آیند. بکرزایی دیپلوئیدی بسیار معمولتر از نوع هاپلوئیدی می‌باشد که در حشراتی نظیر کرم‌های حلقوی و کرم کبد گوسفند و در گیاهان گلدار نظیر گل قاصدک دیده می‌شود.

### بکرزایی غیرطبیعی
بکرزایی به غیر از نوع طبیعی به طریق مصنوعی (به انگلیسی: Artificial Parthenogenesis) نیز قابل اجرا است. این عمل در اکثر شاخه‌های جانوری نظیر دوزیستان و پستانداران قابل اجرا است. در روش مصنوعی می‌توان تخمک‌ها را وادار به تقسیم و رشد و نمو کرد. می‌توان تخمک‌ها را در محیط‌هایی با محلول نمکی هیپوتونیک یا هایپرتونیک، اسیدهای رقیق، مواد قلیایی، سموم، مواد مخدر قرار داد یا با روش‌های فیزیکی نظیر تغییرات دمایی، تشعشع، شوک الکتریکی، پرتو فرابنفش یا وارد کردن سوزن این عمل را انجام داد.

### بکرزایی نادر
بکرزایی نادر یا استثنایی (به انگلیسی: Exceptional) به گونه‌ای است که در برخی جانداران به‌طور معمول تخمک‌های لقاح‌نیافته از بین می‌روند و تنها به صورت تصادفی یا استثنایی در تخمکی بکرزایی انجام می‌شود.